# Engelepogon nesiotis
Engelepogon nesiotis là một loài ruồi trong họ Asilidae. Engelepogon nesiotis được Tsacas miêu tả năm 1964. Loài này phân bố ở vùng Cổ Bắc giới.